# Psicomachia
La Psicomachia (in latino Psychomachia, dal greco ψυχή anima e μάχη lotta) del poeta tardo-latino cristiano Aurelio Prudenzio Clemente è la prima e più influente allegoria medievale, la prima in una lunga tradizione di lavori molto diversi tra loro come il Roman de la Rose, Everyman o Piers Plowman.
La Psychomachia consta di 915 esametri preceduti da una Prefatio di 68 senari giambici. Il poema descrive il conflitto tra vizi e virtù come in una battaglia dell'Eneide virgiliana.
Prefazione: Prudenzio ricorda come Abramo abbia consigliato di combattere le passioni nel proprio cuore e precisa che solo da un cuore casto potrà nascere la vita libera dai mostri delle passioni.
Invocazione a Cristo per guidare il racconto dello scontro e della vittoria delle virtù sui vizi.
La Fede si scontra con l'idolatria pagana/adorazione degli antichi dei e la sconfigge.
La Pudicizia si scontra con la Libidine e la sconfigge.
La Pazienza si scontra con l'Ira e la sconfigge.
L'Umiltà e la Speranza si scontrano con la Superbia e la sconfiggono.
La Sobrietà si scontra con la Lussuria e la sconfigge.
La Carità si scontra con l’Avarizia e la Cupidigia e le sconfigge.
La Pace mette fine alla guerra ed arriva la Concordia, ma questa è colpita a tradimento dalla Discordia, che è sconfitta da tutte le virtù.
La Fede e la Concordia salgono su una tribuna e radunano le virtù mettendole in guardia sulle insidie della Discordia
e sulla necessità di costruire un tempio: al suo interno siede la potente Saggezza che medita come proteggere gli esseri umani.